# Трейнтьє Кеевер

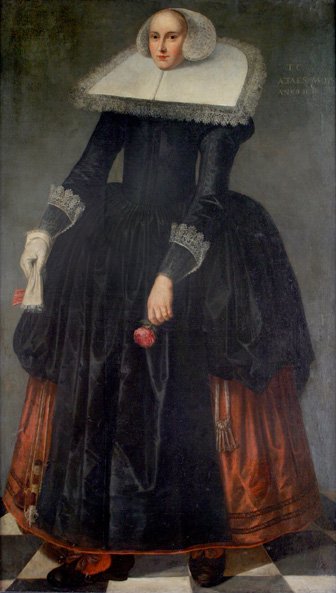
Портрет Трейнтьє Кеевер (1633 рік, робота невідомого автора. Едамський музей.

Тре́йнтьє Ке́евер, дочка Корне́ліса, на прізвисько «Велика Діва» (нід. Trijntje Cornelisdochter Keever, «De Groote Meid»), (* 10 або 16 січня 1616, Едам, Нідерланди) — † 2 липня 1633, Тер Веен (Веере?), Нідерланди) — цілком можливо, що за всю документально зафіксовану світову історію найвища на зріст жінка (254 см, або 9 амстердамських футів).

## Біографія
Трейнтьє Кеевер народилась у сім'ї Корнеліса Кеевера і Анни Паувелс. Батько, голландський шкіпер, походив із прусського міста Ельбінґ (нині Ельблонг). Від попереднього шлюбу з Марією Коонінг він мав двох дітей. Анна, уродженка Ньївендама (нині це передмістя Амстердама), була його служницею, а 24 травня 1605 вони одружилися.
Трейнтьє швидко досягла дуже великого зросту й могла без драбини чистити стічний жолоб на даху. Батьки показували дочку за гроші на ярмарках та карнавалах. У першій засвідченій документально згадці про неї як дивовижу описано випадок, що стався 30 червня 1625-го. Того дня курфюрст Пфальцу і король Богемії Фрідріх V разом із дружиною Єлизаветою Стюарт, принцесою Амалією Зольмською-Браунфельською та почтом по дорозі до Англії зупинився в Едамі, і місцевий бургомістр повів їх подивитися на цю двометрову дитину. Фрейліна Крофтс у своєму листі згадала «une jeune fille de 9 ans de merveilleux grandeur» — «дев'ятирічну дівчинку дивовижної величини» (франц.). Трейнтьє поставили поруч з найвищим чоловіком із почту — шотландським офіцером Ендрю Ґреєм, і виявилося, що вона значно вища. Щоправда, ім'я дівчинки не названо, але це була, без сумніву, Трейнтьє Кеевер.
Трейнтьє померла від раку 2 липня 1633 у зеландському місті Тер Веен, куди її привезли на ярмарок батьки. В едамській церковній книзі записано, що 7 липня Трейн, дочку Корнеліса, Велику Діву (нід. Trijn Cornelisd. de Groote Meyt) поховано у Великій церкві в Едамі.

## Пам'ятки
На нагробку цієї дівчини, як 1756 року засвідчив Віллем Крейтгофф, висічено «Трейнтьє Креліс, велика діва, 17 років» (нід. «Tryntje Crelis groote meidt, oudt 17 jaer»).
У філії едамського музею — колишній ратуші — висить картина невідомого автора. Зображено Трейнтьє Кеевер на повний зріст, у міщанській одежі. Зліва на поясі висить в'язка ключів, справа — подушечка на голки й футляр для ножа, ложки та виделки. Напис пояснює, що, згідно з переказом, на портреті дівчина гарніша, ніж була насправді, і що вона, правдоподібно, хворіла на акромегалію. Тут же стоять її туфлі завдовжки 36 — 40 сантиметрів. За теперішніми мірками, прийнятими в Україні, це 54 розмір. Той самий невідомий художник, маючи схильність до незвичайного, намалював також портрети Петера Діркса († 1606), якого прозвали Довгою Бородою за бороду, удвічі довшу, ніж тіло, і Яна Клааса Клееса — поміщика, що важив 455 фунтів. Ці три твори оглядали, зокрема, лорд Вільям Фіцвільям (William Lord Fitzwilliam) у 1663-му й Козімо де Медічі (Cosimo de Medici) в 1668 році. Спершу ці картини висіли в міській таверні, а потім, не пізніше, як 1874 року, — в міській ратуші. Це підтверджено в книжці французького літератора і мистецтвознавця Анрі Авара (Henry Havard) «Voyage aux Villes mortes du Zuiderzee» — «Подорож до мертвих міст Зейдерзее» (Париж, 1874). Згодом їх перенесли до едамського музею. Нині портрети Петера Діркса та Яна Клааса Клееса перебувають у головному приміщенні цього музею, а портрет Трентьє Кеевер — у філії.

## Дані про зріст Трейнтьє Кеевер
У різних авторів ці дані розбігаються. Про зріст 253,7 см свідчать «Звіти про давні імперські архіви». Про 254,5 см (8 рейнландських футів і 1 дюйм) — «Історичний і географічний словник» Сервааса де Брейна. Про 255 см — книжка Олександра Аметова «Акромегалия и гигантизм». У цьому ж джерелі зазначено, що в китаянки Лю Юцзинь (* 1920) зріст 280 см.
Про зріст 257 см написано у виданні «Антік». Найбільше число — 259,6 см (9 аахенських футів 3 дюйми) — вказано в книжці «Поетичні твори Гуґо Ґроція».